# Neuroleon unpunctatus
Neuroleon unpunctatus är en insektsart som beskrevs av Soumyendra Nath Ghosh 1981. Neuroleon unpunctatus ingår i släktet Neuroleon och familjen myrlejonsländor. Inga underarter finns listade i Catalogue of Life.